# Johannes Grasshoff (Fotograf)
Johannes Grasshoff (auch: Graßhoff, geb. 7. Januar 1836 in Wriezen; gest. 11. Dezember 1871, wahrscheinlich in Berlin) war ein deutscher Fotograf und Maler. Er befasste sich vor allem mit der Foto-Retusche.

## Lebensweg
Johannes Grasshoff (auch: Graßhoff) wurde am 7. Januar 1836 in Wriezen geboren. Er ergriff den Beruf des Stubenmalers (also eines Malers, welcher sich „mit Dekorirung der Wände in den Zimmern abgiebt, solche durch Malereyen ausschmückt oder verschönert.“). Um das Jahr 1856 herum, mit etwa 20 Jahren, ging er von Wriezen nach Berlin. In den 1860er Jahren war Grasshoff im Fotoatelier der Brüder Edmund und Paul Biegner beschäftigt, wo er Porträtfotos kolorierte. Später betrieb Grasshoff mit dem Fotografen Hermann Bock ein gemeinsam Fotoatelier. In seiner Zusammenarbeit mit Bock lernte Grasshoff die Praxis des Berufsfotografen kennen. Anschließend machte sich Grasshoff als Retoucheur selbständig. Im Mai und Juni 1865 veranstaltete der Photographischer Verein zu Berlin die erste in Deutschland stattfindende „Internationale photographische Ausstellung“. Dort machte Grasshoff die Bekanntschaft Heinrich Grafs. Grasshoff wurde bald „Arrangeur“ in Grafs Atelier und lernte dort einiges über die künstlerische Seite der Fotografie. 1866 fertigte Grasshoff Fotografien auf Maltuch an, so genannte Pannotypien.
Ab 1865 publizierte Grasshoff zahlreiche fotografische Aufsätze, vor allem über Negativ- und Positiv-Retusche, in den Photographischen Mittheilungen des Vereins zur Förderung der Photographie, aber auch in der US-amerikanischen Fachzeitschrift American Journal of Photography.
Im Jahr 1868 erschien in Berlin Grasshoffs Büchlein: Die Retouche von Photographien. Anleitung zum Ausarbeiten von negativen und positiven Photographien sowie zum Koloriren und Uebermalen derselben mit Aquarell-, Anilin- und Oelfarben. Für Photographen und Dilettanten nach den bewährtesten Methoden. Diese Anleitung zur Fotoretusche wurde zum Standardwerk; sie erschien von 1868 bis 1922 in 13 Auflagen. Die zweite Auflage, von 1869, besorgte Grasshoff noch selbst. Ab der 1873, also nach Grasshoffs Tod, erschienenen dritten Auflage übernahm zunächst Hans Hartmann, erster Schriftführer des Vereins zur Förderung der Photographie, die Herausgabe der Retuscheanleitung. Die zwölfte und 13. Auflage wurde von Karl Weiss, dem Herausgeber der Zeitschrift „Photographie für alle“, herausgegeben. Offenbar war auch der Fotografie-Publizist Fritz Loescher (1873–1908) an den postumen Ausgaben von Grasshoffs Retusche-Anleitung beteiligt.
Grasshoff entwarf eine für Retuschierarbeiten geeignete Lampe.
Im Jahr 1869 oder 1870 eröffnete Grasshoff sein eigenes Atelier für Fotografie und Malerei in der Friedrichstraße 65.
Im Oktober 1871 präsentierte Grasshoff der Versammlung des Vereins zur Förderung der Photographie, dessen Vorstandsmitglied er war, eine Kollektion von Stereoskopien von Malmö (Schweden).
Johannes Grasshoff starb am 11. Dezember 1871, im Alter von nichteinmal 36 Jahren. Er hinterließ eine Ehefrau und drei junge Kinder. Grasshoffs Atelier in der Friedrichstraße 65 soll noch bis 1873, also etwa zwei Jahre über Grashoffs Tod im Dezember 1871 hinaus, bestanden haben. Offenbar hat der Fotograf Karl Schwier (1842–1920), der zeitweilig als eine Art Nachlassverwalter die Interessen von Grasshoffs Hinterbliebenen vertrat, Grasshoffs Fotoatelier zunächst weiterbetrieben.

## Schriften
- Die Retouche von Photographien, Anleitung zum Ausarbeiten von negativen und positiven Photographien sowie zum Koloriren und Uebermalen derselben mit Aquarell-, Anilin- und Oelfarben. Für Photographen und Dilettanten nach den bewährtesten Methoden. 1. Auflage Berlin 1868, 2. Auflage Berlin 1869, 3. Auflage Berlin 1872 Verlag B. Oppenheim, 6. Auflage 1889, 8. Auflage Berlin 1894, 13. Auflage 1922
- A Simple Method of Preparing Prints Intended to be Colored with Aniline Colors, in: The American Journal of Photography, 15. Mai 1865, S. 516–517
- Ueber Farben-Retouche, in: Photographische Mitteilungen, Nr. 11 und 12, Februar und März 1865, S. 145
- Einfaches Mittel, die Bilder behufs der Retouchirung mit Anilinfarben zu präparieren, Kleine Mittheilungen, in: Photographische Mitteilungen, Nr. 12/1865, März 1865, S. 161
- Ueber Negativretouche mit Bleistift, S. 18, in: Photographische Mitteilungen, 3. Jahrgang 1866/67, Heft 25, April, S. 1–28
- Ueber Negativretouche bei Landschaften, S. 95, in: Photographische Mitteilungen, Heft 28, Juli 1866, S. 81–104
- Ueber Oelfarbenretouche, in: Photographische Mitteilungen, 1866, S. 200, Fortsetzung ab S. 247, Schluss in: Photographische Mitteilungen, 3. Jahrgang 1866/67, Heft 25, April, S. 19
- Ein neuer brauchbarer Lack für negative und positive Bilder, S. 250, in: Photographische Mitteilungen, Heft 34, Januar 1867, S. 241–264
- Dr. Jacobsen's feste Anilinfarben, S. 143–145, in: Photographische Mitteilungen, 4. Jahrgang 1867/68, Heft 42, S. 133–157
- Ueber das Lackiren positiver Papierphotographien, S. 215, in: Photographische Mitteilungen, 4. Jahrgang 1867/68, Heft 44, S. 190–216
- Betrachtungen über Hintergründe bei photographischen Portraits, S. 15–19, in: Photographische Mitteilungen, 5. Jahrgang, 1868, Heft 49, S. 1–28
- Gedanken vor dem Hintergrund und hinter den Coulissen, S. 196–201, in: Photographische Mitteilungen, 5. Jahrgang, 1868, Heft 52, S. 82–104
- Ueber Negativretouche, S 16–18, in: Photographische Mitteilungen, 6. Jahrgang, 1869, Heft 61, S. 1–28
- Technische Notizen. Ueber Negativretouche, S. 282–284, Ueber Wachsdecken im Copirrahmen, S. 284–286, in: Photographische Mitteilungen, 6. Jahrgang 1869/70, Heft 71, S. 271–299
- Ueber Portrait und Bild, S. 33–36, in: Photographische Mitteilungen, 7. Jahrgang 1870/71, Heft 74, S. 25–52
- Ueber das sogenannte nasse Albumin-Verfahren der amerikanischen Photographen. Nach Angaben des Hrn. Esse, S. 99/100, in: Photographische Mitteilungen, 7. Jahrgang 1870/71, Heft 76, S. 77–104
- Ueber das Chlorkalkbad, S. 150/151, in: Photographische Mitteilungen, Heft 78, S. 129–156
- Ueber Portrait und Bild, S. 13–15, in: Photographische Mitteilungen, 8. Jahrgang 1871/72, Heft 85, S. 1–24 und S. 44/45, in: Photographische Mitteilungen, 8. Jahrgang 1871/72, Heft 86, S. 25–52
- Ueber Platten-Albuminiren, S. 145/146, in: Photographische Mitteilungen, 8. Jahrgang 1871/72, Heft 90, S. 129–156
- Gute Retouchir-Farbe, S. 178, in: Photographische Mitteilungen, 8. Jahrgang 1871/72, Heft 91, S. 157–184